# Liste der Städte in Barbados

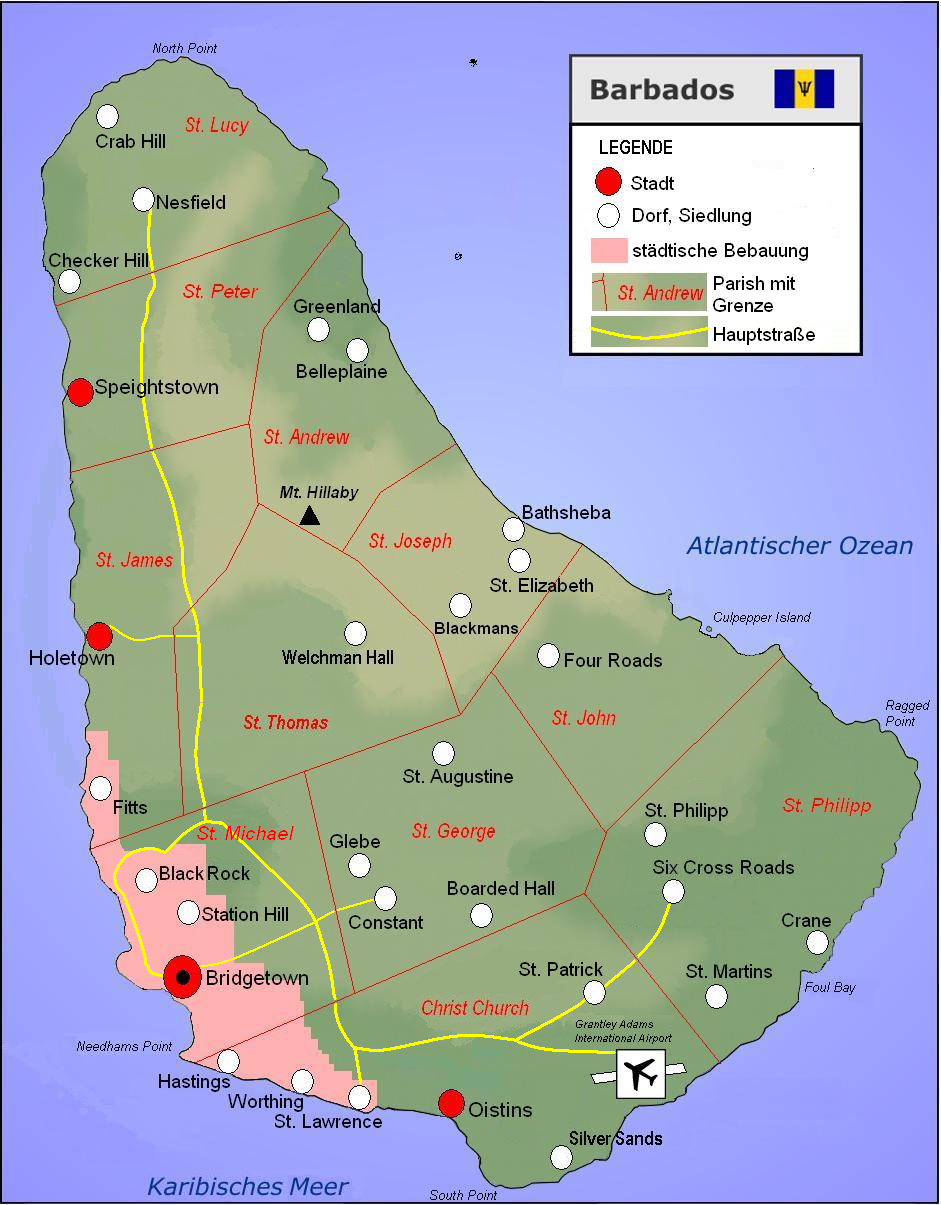
Karte der Insel Barbados

Dies ist eine Liste der Städte in Barbados.
Offizielle Einwohnerzahlen der Städte in Barbados sind nicht verfügbar, die Volkszählung zählt nur die Bevölkerung der Parishes. Gemeindegrenzen gibt es nicht, die Grenzen der Städte und Dörfer sind nur informell festgelegt.
Die mit Abstand größte Agglomeration in Barbados ist Bridgetown im Parish St. Michael mit einer Einwohnerzahl von ca. 95.000 (das ist praktisch die Einwohnerzahl von St. Michael). Wenn man die Vororte in den benachbarten Parishes mitzählt, ergibt sich eine Einwohnerzahl von 110.000. Damit konzentriert sich mehr als ein Drittel der Bevölkerung des Landes in der Agglomeration.
In der Tabelle sind die Orte über 500 Einwohner, die Ergebnisse der Volkszählung (Zensus) vom 2. Mai 1990, eine Berechnung für den 1. Januar 2005 sowie der Parish (Distrikt), zu dem die Stadt gehört, aufgeführt. Die Einwohnerzahlen beziehen sich auf die eigentliche Stadt ohne Vororte. Bereits die Zahlen der Volkszählung sind gerundet, die Fortschreibung insofern nicht exakt.
Weitere große Orte sind die touristischen Zentren an der Südküste (Worthing und Hastings, mit jeweils über 2000 Einwohnern) sowie Six Cross Roads, das Zentrum des östlichen Inselteils.
| Städte in Barbados | Städte in Barbados | Städte in Barbados | Städte in Barbados | Städte in Barbados | Städte in Barbados |
| Rang               | Stadt              | Einwohner          | Einwohner          | Parish             |                    |
| Rang               | Stadt              | Zensus 1990        | Berechnung 2005    | Parish             |                    |
| ------------------ | ------------------ | ------------------ | ------------------ | ------------------ | ------------------ |
| 1.                 | Bridgetown         | 6.070              | 7.035              | Saint Michael      |                    |
| 2.                 | Speightstown       | 3.500              | 3.634              | Saint Peter        |                    |
| 3.                 | Oistins            | 2.200              | 2.285              | Christ Church      |                    |
| 4.                 | Bathsheba          | 1.700              | 1.765              | Saint Joseph       |                    |
| 5.                 | Holetown           | 1.300              | 1.350              | Saint James        |                    |
| 6.                 | Bulkeley           | 1.100              | 1.142              | Saint George       |                    |
| 7.                 | The Crane          | 900                | 935                | Saint Philip       |                    |
| 8.                 | Crab Hill          | 700                | 727                | Saint Lucy         |                    |
| 9.                 | Blackmans          | 600                | 623                | Saint Joseph       |                    |
| 10.                | Greenland          | 600                | 622                | Saint Andrew       |                    |
| 11.                | Hillaby            | 500                | 519                | Saint Thomas       |                    |